# Campionati europei di corsa in montagna 2006
I XII Campionati europei di corsa in montagna si sono disputati a Malé Svatoňovice, in Repubblica Ceca, il 9 luglio 2006 con il nome di European Mountain Running Trophy 2006. Il titolo maschile è stato vinto da Marco Gaiardo, quello femminile da Anna Pichrtova.

## Uomini Seniores
Individuale
| Pos.    | Atleta            | Nazione     | Tempo  |
| ------- | ----------------- | ----------- | ------ |
| Oro     | Marco Gaiardo     | Italia      | 57'42" |
| Argento | Selahattin Selcuk | Turchia     | 57'50" |
| Bronzo  | Julien Rancon     | Francia     | 57'59" |
| 4       | Enrique Meneses   | Spagna      | 58'42" |
| 5       | Gabriele Abate    | Italia      | 58'48" |
| 6       | Mitja Kosovelj    | Slovenia    | 58'53" |
| 7       | Andy Jones        | Inghilterra | 59'03" |
| 8       | Tim Davies        | Inghilterra | 59'30" |
| 9       | Jose Carvalho     | Portogallo  | 59'50" |
| 10      | Daniel Wosik      | Polonia     | 59'52" |

Squadre
| Pos.    | Squadra     | Punti |
| ------- | ----------- | ----- |
| Oro     | Italia      | 19    |
| Argento | Francia     | 26    |
| Bronzo  | Inghilterra | 35    |

## Donne Seniores
Individuale
| Pos.    | Atleta               | Nazione   | Tempo  |
| ------- | -------------------- | --------- | ------ |
| Oro     | Anna Pichrtova       | Rep. Ceca | 39'40" |
| Argento | Mateja Kosovelj      | Slovenia  | 41'42" |
| Bronzo  | Vittoria Salvini     | Italia    | 41'59" |
| 4       | Sylvie Claus         | Francia   | 42'39" |
| 5       | Marta Fernandez      | Spagna    | 42'47" |
| 6       | Isabelle Guillot     | Francia   | 42'56" |
| 7       | Maria Grazia Roberti | Italia    | 43'21" |
| 8       | Monica Morstofolini  | Italia    | 43'38" |
| 9       | Iva Milesova         | Rep. Ceca | 43'46" |
| 10      | Irena Sadkova        | Rep. Ceca | 44'10" |

Squadre
| Pos.    | Squadra   | Punti |
| ------- | --------- | ----- |
| Oro     | Italia    | 18    |
| Argento | Rep. Ceca | 20    |
| Bronzo  | Francia   | 28    |

## Medagliere
| Posizione | Paese       | Oro | Argento | Bronzo | Totale |
| --------- | ----------- | --- | ------- | ------ | ------ |
| 1         | Italia      | 3   | 0       | 1      | 4      |
| 2         | Rep. Ceca   | 1   | 1       | 0      | 2      |
| 3         | Francia     | 0   | 1       | 2      | 3      |
| 4         | Slovenia    | 0   | 1       | 0      | 1      |
| 4         | Turchia     | 0   | 1       | 0      | 1      |
| 6         | Inghilterra | 0   | 0       | 1      | 1      |